# Wanda Ossowska
Wanda Ossowska (ur. 28 kwietnia 1912 w Kunicach, zm. 26 kwietnia 2001 w Warszawie) – polska pielęgniarka i sanitariuszka, w czasie II wojny światowej kurier między Komendą Główną Armii Krajowej a dowództwem Obszaru Lwowskiego AK, szef łączników Wydziału Wywiadu Ofensywnego „Stragan” Oddziału II Informacyjno-Wywiadowczego AK, więźniarka Pawiaka, Alei Szucha i obozów koncentracyjnych Majdanek, Auschwitz-Birkenau, Ravensbrück i Neustadt-Glewe.

## Życiorys
Wanda Ossowska przyszła na świat w rodzinnym majątku w Kunicach, w ówczesnym powiecie opoczańskim, w ziemiańskiej, patriotycznej rodzinie. Ojciec zmarł w 1925 roku, matka Jadwiga, rodzeństwo: siostry Helena, Zofia, Lila oraz brat Henryk Ossowski, późniejszy adiutant mjr. Hubala i powstaniec warszawski.
Po maturze uczyła się w Szkole Pielęgniarstwa PCK w Warszawie, dyplom odebrała w 1936 roku. Pierwszą pracę podjęła w Sanatorium PCK we Lwowie, gdzie już po roku została przełożoną pielęgniarek. Wybrała Lwów, gdyż tam właśnie, w Korpusie Kadetów im. Marszałka Piłsudskiego stacjonował jej brat Henryk.

### Okres lwowski
Z dniem wybuchu wojny Wanda Ossowska powołana została do czołówki chirurgicznej, a następnie do 604. Szpitala Wojskowego przy ul. Kurkowej we Lwowie. Już w październiku 1939 roku złożyła przysięgę w Służbie Zwycięstwu Polski. Pracując wciąż w szpitalu, wynosiła leki i opatrunki na potrzeby organizacji. W 1940 roku została wysłana przez organizację do Warszawy jako kurier w celu nawiązania kontaktu z Komendą Główną ZWZ. W stolicy spotkała się także z rodziną. Wówczas widziała matkę po raz ostatni. Jadwiga Ossowska niedługo potem zmarła.
Ossowska została aresztowana przez NKWD w drodze powrotnej do Lwowa pod fałszywym nazwiskiem Helena Press. Przetrzymywana początkowo w osławionych Brygidkach, po denuncjacji współwięźniarki została przewieziona na Zamarstynów, do więzienia śledczego, gdzie została osadzona jako więzień polityczny. Bita i maltretowana w śledztwie, nie wydała nikogo i do niczego się nie przyznała. W czerwcu 1941 roku, po ucieczce NKWD przed hitlerowcami, uwolniona przez grupę cywilów. Z całego więzienia ocalało jedynie 5 kobiet, reszta zginęła w masakrze urządzonej przez NKWD dzień wcześniej .

### Warszawa
Na wolności Ossowska ponownie podjęła pracę w konspiracji i ponownie została skierowana do Warszawy, tym razem z zamiarem pozostania w stolicy. Tutaj podjęła pracę w pierwszej komórce wywiadu ofensywnego AK – „Stragan”, początkowo jako łączniczka, później jako szef łączności. Współpracowała m.in. z mjr. Stanisławem Rogińskim („Stanisław”, „Górski”), por. Stanisławem Jankowskim („Agaton”, „Kucharski”) i Kazimierzem Leskim („Bradl”). „Stragan” został rozbity w sierpniu 1942 roku na skutek denuncjacji zdrajcy i szpiega Gestapo, Ludwika Kalksteina, odpowiedzialnego również m.in. za aresztowanie gen. Grota. W nocy z 26 na 27 sierpnia 1942 roku Gestapo wtargnęło do domu Wandy Ossowskiej i aresztowało wszystkich mieszkańców – najbliższych współpracowników: mjr Rogińskiego i Ninę Despot-Zenowicz oraz rodzinę Heleny Maszczyk (siostry Wandy Ossowskiej). W trakcie rewizji znaleziono walizkę pełną pieniędzy oraz listę 280 pseudonimów agentów AK w całej Europie. Materiał obciążający spowodował niezwykle brutalne śledztwo. Ossowska maltretowana, okrutnie torturowana, przetrzymywana w izolatce pobiła swoisty rekord Al. Szucha – 57 przesłuchań w przeciągu trzech miesięcy. Z pękniętą czaszką i wyciekiem płynu rdzeniowo-mózgowego z ucha próbowała popełnić samobójstwo, zażywając potajemnie dostarczony cyjanek. Została jednak odratowana, Gestapo wciąż jej potrzebowało. Nie załamała się w śledztwie i nie zdradziła nikogo  .

### Obozy koncentracyjne
17 stycznia 1943 roku została wywieziona transportem z Pawiaka do obozu w Majdanku z wyrokiem dwóch lat pracy, a następnie kary śmierci. Otrzymała nr obozowy 4446. Pełniła tam oddaną służbę pielęgniarską w obozowym szpitalu, który tworzyła wraz z dr Perzanowską. Wyszkoliła sporą grupę młodych pielęgniarek. Poprzez kontakty z PCK sprowadzała do obozu leki, opatrunki i szczepionki.
W lipcu 1944 roku w czasie ewakuacji Majdanka została przewieziona do KL Auschwitz, gdzie włączono ją do pracy w obozowym szpitalu, jednak jej gorliwość w pomaganiu chorym spowodowała przeniesienie do komanda roboczego.
17 stycznia 1945 zgodnie z wyrokiem Wanda Ossowska powinna zostać stracona w obozie, jednak tego dnia rozpoczęła się ewakuacja Auschwitz-Birkenau. Morderczy marsz śmierci zaprowadził ją do stacji kolejowej w Wodzisławiu Śląskim, skąd transportem kolejowym trafiła do obozu Ravensbrück, a następnie do Neustadt-Glewe.

### Okres powojenny
W maju 1945 roku po zajęciu Polski przez Armię Czerwoną dotarła do Warszawy, gdzie spotkała się z żyjącą rodziną – bratem Henrykiem, siostrami Zofią i Lilą. Helena zmarła w Auschwitz w kwietniu 1943 roku na tyfus. Ossowska nie mogąc pogodzić się z nowym ustrojem, aresztowaniami, a także z konfiskatą ukochanego majątku w Kunicach podjęła współpracę z konspiracyjna organizacją WiN. Jej bezpośrednim przełożonym był Bolesław Jackiewicz, cichociemny, zawodowy żołnierz. Po jego aresztowaniu w listopadzie 1945 roku została również aresztowana i przetrzymywana przez kilka tygodni w gmachu bezpieczeństwa publicznego. Szczególnie boleśnie wspominała właśnie ten okres .
Od 1 lutego 1946 roku podjęła pracę w Klinice Ortopedycznej w Warszawie jako instrumentariuszka. Do pracy tej namówił ją znany jeszcze ze Lwowa prof. Adam Gruca. W 1968 roku przekwalifikowała się na technika RTG, w 1986 roku przeszła na emeryturę.
W 1964 roku opowiedziała swoje wspomnienia z Al. Szucha pt. „Izolatka” zawarte w publikacji „Wspomnienia więźniów Pawiaka”. Wielokrotnie namawiana zaczęła odbywać spotkania z młodzieżą, wygłaszać prelekcje i opowiadać o czasach pogardy. 9 czerwca 1987 roku w czasie wizyty Ojca Świętego Jana Pawła II na Majdanku wręczała mu kwiaty w imieniu środowiska byłych więźniów. Ojciec Święty nazwał ją świadkiem najwyższej próby i prosił, by zebrała siły i opowiadała ludziom o męczeństwie Narodu Polskiego. W 1990 roku wydała wspomnienia zatytułowane „Przeżyłam... Lwów – Warszawa 1936-1946” wydane nakładem Oficyny Przeglądu Powszechnego.
W roku 1993 oddano w jej rodzinnych Kunicach do użytku nową szkołę podstawową, która 28 maja 2000 roku otrzymała imię Wandy i Henryka Ossowskich. Odsłonięcia tablicy dokonała sama Ossowska, brat Henryk zmarł w 1981 roku. Jej przemówienie na uroczystości było krótkie: „Niczego nadzwyczajnego nie zrobiłam. Wykonywałam jedynie swój obowiązek, najpierw walki za Ojczyznę, potem pracy dla niej”.
Wiele osób – współwięźniarek wspomina niebywałą ofiarność Wandy Ossowskiej. Potrafiła sprzeciwić się oprawcom, aby ratować czyjeś życie bądź ulżyć w cierpieniu. Do legendy przeszła opowieść o małej francuskiej Żydówce uratowanej przed selekcją w obozie Neustadt-Glewe. Ossowska bezczelnie oznajmiła esesmanowi, że to nie dziecko, tylko staruszka, która już wraca do zdrowia. Esesman popukał się w czoło, ale odszedł. Po wyzwoleniu obozu stacjonujący nieopodal francuscy jeńcy wojenni na prośbę Ossowskiej zabrali dziecko do Paryża. Ida Grinspan, bo tak się nazywała odnalazła swą wybawicielkę wiele lat później, tuż przed jej śmiercią. Wanda Ossowska zmarła 26 kwietnia 2001 roku w Warszawie. Jej ciało spoczywa w Kunicach, gdzie został również pochowany jej brat. Na pogrzebie Ida Grinspan mówiła: „Dzięki tobie mogłam przeżyć więcej niż 15 lat”.
II wydanie jej książki pt. Przeżyłam... Lwów–Warszawa 1939–1946 ukazało się w 2009 roku nakładem Wydawnictwa WAM (Warszawa, ISBN 978-83-7505-323-4).

## Odznaczenia
- Order Odrodzenia Polski
- Krzyż Walecznych
- Krzyż Armii Krajowej
- Złoty Krzyż Zasługi z Mieczami
- Krzyż Zasługi
- Krzyż Oświęcimski
- Medal Zwycięstwa i Wolności
- Medal Florence Nightingale (1989)
- Medal Polonia Mater Nostra Est (1999)
- Odznaka Pomocy Lekarskiej Współwięźniom Majdanka
- Krzyż Weteranów II Wojny Światowej.